# Demodioides
Demodioides is een kevergeslacht uit de familie van de boktorren (Cerambycidae). De wetenschappelijke naam van het geslacht werd voor het eerst geldig gepubliceerd in 1947 door Breuning.

## Soorten
Demodioides is monotypisch en omvat slechts de volgende soort:
- Demodioides transversevittata Breuning, 1947